# Минская (платформа)
Ми́нская — остановочный пункт Киевского направления Московской железной дороги (также входит в состав МЦД-4) с выходом к одноимённой улице на пересечении с проспектом Генерала Дорохова. Открыт 4 апреля 2022 года. Пересадка на одноимённую станцию метро.

## География
Остановочный пункт построен на участке Москва-Сортировочная-Киевская — Матвеевское одновременно со строительством четвёртого главного пути от Киевского вокзала до Солнечной.

### Пересадка
Действует пересадка с платформы на станцию «Минская» Солнцевской линии Московского метрополитена. Кроме того, Минская является ближайшим к Киевскому вокзалу остановочным пунктом, на котором возможна пересадка между пригородными поездами Киевского направления и поездами МЦД-4.

## Утверждение проекта
12 декабря 2019 года проекты планировки территорий участка Москва-Пассажирская-Киевская — Апрелевка для строительства МЦД-4 были приняты Градостроительно-земельной комиссией Москвы.

## Строительство
- Июль 2021 года — 3 железнодорожных пути в южной части платформы, имеющихся на данный момент, переведены на новые мостовые арки над Минской улицей. Старый путепровод освобождён от путей полностью.
- Конец июля 2021 года — платформа построена «в бетоне»[4]; также смонтированы столбы для установки крыши с держателями крыши вогнутой формы[4].
- 4 апреля 2022 года — открытие остановочного пункта[1]. Продолжается строительство второй платформы[1] и её конкорса[5].
- 26 декабря 2022 года — открытие второй платформы[6].